# Vroncourt-la-Côte
Vroncourt-la-Côte település Franciaországban, Haute-Marne megyében. Lakosainak száma 27 fő (2022. január 1.). Vroncourt-la-Côte Audeloncourt, Huilliécourt, Levécourt, Maisoncelles és Thol-lès-Millières községekkel határos.

## Népesség
A település népessége az elmúlt években az alábbi módon változott:
| Lakosok száma | 59   | 38   | 37   | 23   | 23   | 23   | 25   | 27   | 27   | 27   |
|               | 1968 | 1982 | 1990 | 2006 | 2013 | 2015 | 2017 | 2019 | 2020 | 2022 |